# Argonauta nodosa
Нов Южен Уелс
Argonauta nodosa е вид главоного от семейство Argonautidae. Видът не е застрашен от изчезване.

## Разпространение
Разпространен е в Австралия (Виктория, Куинсланд, Нов Южен Уелс, Тасмания и Южна Австралия), Аржентина, Бразилия, Ниуе, Нова Зеландия, Нова Каледония, Острови Кук, Питкерн, Тонга, Уругвай, Фиджи, Френска Полинезия, Чили и Южна Африка.